# Bjørn Martin Kristensen
Bjørn Martin Kristensen, né le 4 mai 2002 en Norvège, est un footballeur international philippin, qui évolue au poste d'avant-centre à l'Aalesunds FK.

## Biographie

### En club
Né en Norvège, Bjørn Martin Kristensen commence le football au Hauketo Idrettsforening avant de rejoindre le Nordstrand IF, où il poursuit sa formation. Il commence toutefois sa carrière au Grorud IL, qu'il rejoint en janvier 2021. Le transfert est annoncé le 10 décembre 2020.
Le 23 août 2022, Bjørn Martin Kristensen s'engage en faveur de l'Aalesunds FK pour un contrat de trois ans et demi, soit jusqu'en décembre 2025.
Il joue son premier match d'Eliteserien, l'élite du football norvégien, contre le Sarpsborg 08 FF le 11 septembre 2022. Il entre en jeu à la place de Gilbert Koomson et son équipe est battue par trois buts à un. Le 1er juin 2023, il inscrit son premier but sous ses nouvelles couleurs, lors d'une rencontre de coupe de Norvège face au Byåsen IL (en). Titularisé, il ouvre le score et participe à la victoire de son équipe par six buts à un. Kristensen se fait remarquer le 30 juillet 2023 en donnant la victoire à son équipe en championnat contre le Strømsgodset IF. Titularisé au poste d'ailier droit, il donne la victoire aux siens en marquant le seul but de la partie sur un service de Markus Karlsbakk,.

### En sélection
Bjørn Martin Kristensen compte une seule sélection avec l'équipe de Norvège des moins de 20 ans, obtenue le 15 novembre 2021 face à la Tchéquie. Il entre en jeu à la place de Magnus Knudsen et les deux équipes se neutralisent (1-1 score final).
En 2024, Bjørn Martin Kristensen décide de représenter les Philippines dont il possède des origines. Il est convoqué pour la première fois avec l'équipe nationale des Philippines en août 2024, par le sélectionneur Norman Fegidero. Il honore sa première sélection durant ce rassemblement, le 4 septembre 2024 face à la Malaisie. Il est titularisé mais son équipe est battue par deux buts à un.